# أحمد بن محمد الصفار الأحسائي
أحمد بن محمد بن مال الله الصفّار القطيفي الأحسائي يعرف أيضًا بـأحمد الحاجي الأحسائي ( ؟ - ق. 1849 م) ( ؟ - ق. 1265 هـ) فقيه جعفري وكاتب ديني وشاعر سعودي من أهل القرن الثامن عشر الميلادي/ الثالث عشر الهجري. ولد في القطيف ونشأ بها وهاجر إلى الأحساء واستوطنها. درس على عبد المحسن بن محمد اللويمي وعلي بن محمد الرمضان. اشتغل بالتدريس وقد تتلمذ عليه عدد من العلماء منهم هاشم بن أحمد الموسوي الأحسائي ومحمد بن حسين أبو خمسين. توفي في الهفوف. له ذرية فيها ويقال لهم آل حاجي محمد. له بعض رسائل وأراجيز فقهية ومؤلفات وكان أديبًا وشاعرًا لكن ضاع معظم شعره. 

## سيرته
هو أحمد بن محمد بن مال الله الصفّار القطيفي الأحسائي. ولد في القطيف في سنة غير معلومة ونشأ بها. هاجر منها إلى الأحساء واستوطنها، وكان سكناه في مدينه الهفوف بمحلة الكوت.

تلقى في الهفوف تحصيله، ودرس بها. من أساتذته عبد المحسن بن محمد اللويمي، وعلي بن محمد الرمضان الشهيد. كان بينه وبين أستاذه علي الرمضان مودة وصحبة.

اشتغل بالتدريس وقد تتلمذ عليه عدد من العلماء منهم هاشم بن أحمد الموسوي الأحسائي ومحمد بن حسين أبو خمسين.

توفي بعد سنة 1265 هـ في الأحساء ورثاه استاذه علي الرمضان. له ذرية فيها ويقال لهم آل حاجي محمد.

## شعره
كان أديبًا وشاعرًا لكن ضاع معظم شعره. «المتاح من شعره قصيدة في الرثاء تقتفي طابع المرثية وأصولها المرعية في التراث.» 

## مؤلفاته
له بعض رسائل وأراجيز فقهية ومؤلفات، مخطوطة:
- الإفاضة الرحمانیة في جواب المسائل الأرجانیة، وهي ست مسائل وردت من محمد علي الأرجاني، فرغ منها في 22 ذو الحجة 1256/ 13 فبراير 1841. والمسائل وردت أساسًا له استاذه عبد المحسن اللويمي، لكن لم تصل إلّا وقد توفي اللويمي، فأجاب عن الأسئلة كل من علي بن عبد المحسن اللويمي وأحمد الصفار في كتابين مستقلين.
- أربع أراجيز فقهية استدلالية مختصرة، اثنتان منها في الخمس والثالثة في الاجتهاد والرابعة في صلاة الجمعة.
- البرهان على وجوب وجود المجتهد في كل الأوقات والأزمان، فرغ منها 1242 هـ/ 1826 م
- رسالة في القبلة، فرغ منها سنة 1243 هـ/ 1827 م
- شرح حديث من عرف نفسه فقد عربه، فرغ منه في 10 ربيع الأول 1242/ 11 أكتوبر 1826
- مسألتان فقهيتان، الأولى في الوصية للعبد والثانية في كفارة النذر والعهد، كلاهما على نحود الاستدلال والمناقة.